# Лушница (Требиње)
Лушница (Лушнице до 1981) је насељено мјесто у граду Требиње, Република Српска, БиХ.

## Историја
Насељу је 1981. промијењен назив из Лушнице у Лушница.

## Становништво
| Демографија (Лушнице) (Лушнице) (Лушнице) | Демографија (Лушнице) (Лушнице) (Лушнице) | Демографија (Лушнице) (Лушнице) (Лушнице) |
| Година                                    | Становника                                | Становника                                |
| ----------------------------------------- | ----------------------------------------- | ----------------------------------------- |
| 1961.                                     | 47                                        |                                           |
| 1971.                                     | 37                                        |                                           |
| 1981.                                     | 19                                        |                                           |
| 1991.                                     | 10                                        |                                           |